# Javier Jauregui Blanco
Pour les articles homonymes, voir Jauregui.
Javier Jauregui Blanco est un footballeur espagnol né le 29 janvier 1975 à Tolosa. Il évolue au poste de gardien de but.
Il a principalement joué en faveur du Córdoba CF et du Lorca Deportiva.

## Carrière
- 1991-1993 : Tolosa CF (formation)  Espagne
- 1993-1994 : CD Logroñés (réserve)  Espagne
- 1994-1995 : CA River Ebro (prêt)  Espagne
- 1995-1999 : CD Logroñés  Espagne
- 1997-1998 : SD Beasain (prêt)  Espagne
- 1999-2000 : Racing de Ferrol  Espagne
- 2000-2001 : SD Eibar  Espagne
- 2001-2005 : Córdoba CF  Espagne
- 2005-2008 : Lorca Deportiva  Espagne
- 2008-2010 : Real Unión  Espagne
- 2010-2011 : SD Beasain  Espagne[1]